# 緬甸伊斯蘭教

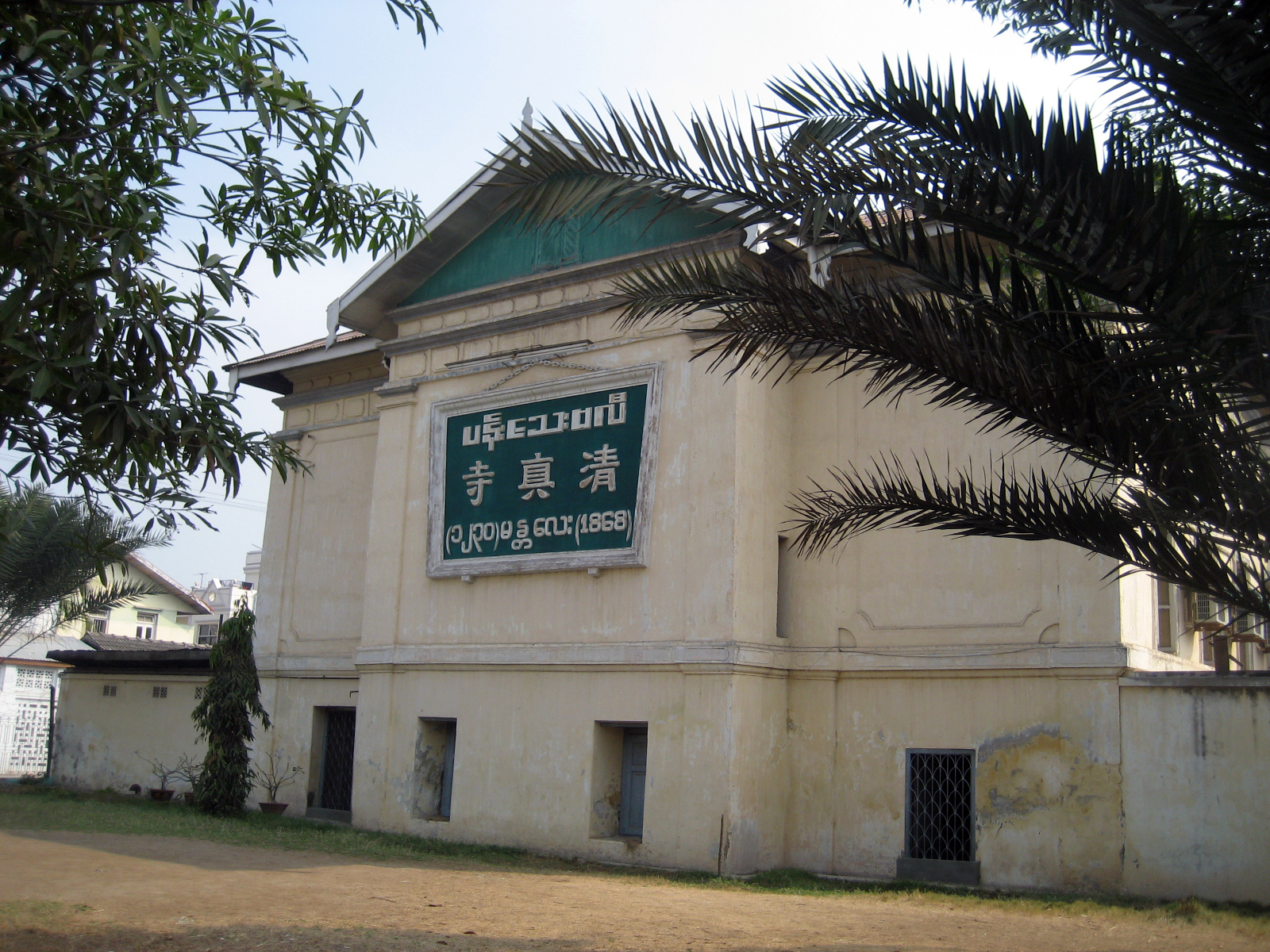
曼德勒的一座清真寺

伊斯蘭教是緬甸少数派宗教，據緬甸官方統計佔4%人口。

## 歷史
根據傳説緬甸第一個穆斯林是哈里發阿里的兒子穆罕默德·哈尼法，他和他的同伴離開庫法沿海路經孟加拉灣抵達若開邦阿拉干，一般認為7世紀時阿拉伯穆斯林貿易商在7世紀時已來到直通與馬達班。之後不斷有穆斯林來到伊洛瓦底江三角州和德林達依海岸生活，這些人包括商人、軍人和戰俘、水手、難民、奴隸，許多早期的穆斯林也成為王室顧問，皇家管理員，港口長，市長，和傳統醫學人士。
另一批穆斯林是從夜郎南下的波斯穆斯林移民，在公元860年時已出現，元代後南下人口增加。
蒲甘王朝成立前已有很多穆斯林生活在緬甸。

## 人口統計學
緬甸伊斯蘭教，主要是遜尼派，根據政府的人口普查人口大概4％。然而，根據美國國務院的2006年國際宗教自由報告，該國的非佛教的人口被严重低估。緬甸穆斯林領導人估計，多達6～10％的緬甸人口是穆斯林。穆斯林散佈緬甸全國各地的社區，以緬甸西部最多。
緬甸的各個穆斯林族群：
- 羅興亞人（Rohingya）是在緬甸西部若開邦阿拉干地區的本土穆斯林少數族群，以羅興亞語為母語，大多集中在若開邦的北部鄉鎮：孟都，布迪当，拉代當，阿恰布，Sandway，通戈，Shokepro，Rashong島和Kyauktaw等等。羅興亞人到目前為止，仍然不被緬甸政府承認，因此羅興亞人不僅沒有緬甸公民的身份，更沒有官方認可的少數民族地位。
- 潘泰人（Panthay），來自中國雲南省的回族穆斯林。
- 印巴穆斯林（Indian Muslims），为英国殖民时代，来自北印度和孟加拉一带的南亚穆斯林移民後裔，主要居住在仰光。
- 卡曼人，緬甸官方承認的穆斯林民族，先世是來自波斯和阿富汗的傭兵，生活在若開邦。
- 馬來穆斯林（Kawthaung），來自馬來半島的穆斯林移民後裔，主要生活在丹老群島。
- 緬族（混血）穆斯林（Zerbadi），緬族混血穆斯林是南亞和中東穆斯林男性和緬甸女性之間的通婚形成的後代。

## 官方政策
緬甸政府的規定是，所有在緬甸的民族、宗教和語言群體是平等的，但實際上的情況截然相反。迫害穆斯林的第一個實例是勃印曩，他征服勃固後禁止宰牲節與清真食品和伊斯蘭宰牲儀式。雍笈牙也禁止清真食物，波道帕耶王曾在阿瓦逮捕了四位伊瑪目，強逼他們吃豬肉不果後處決他們 (國王後來道歉，承認他們是聖人)。
在2005年緬甸宗教事務部發布了一項關於宗教自由的宣言：緬甸自古以來，所有民族都住在全國各地。他們一直和睦相處。緬甸的國王，照顧其他宗教信仰的成員，慷慨給予等同於佛教徒的宗教，社會和經濟機會。緬甸的敏東王在他的統治期間，在聖城麥加建立了孔雀休息室，為緬甸的穆斯林在朝聖的同時，使他們在那裡的時候也保持舒適。從緬甸古代到現在為止，緬甸政府持續對給予四大宗教平等待遇。每個宗教信仰者都被允許自由地宣傳自己的宗教信仰，履行各自的義務。緬甸的文化是以仁慈為本;緬甸的伊斯蘭教，基督教和印度教的追隨者也是緬甸佛教徒所愛的人。

## 宗教和種族騷亂
緬甸獨立運動後，緬甸的社會政治和經濟條件的惡化，所有的穆斯林都被視為外國人。軍政府執政後情况更嚴重，也有軍方為執政而分而治之的目的。在近年來，緬甸民主改革後的緬甸，部分地區（以西部為主）的宗教和種族衝突的情況依然嚴峻，雖然對伊斯蘭教的宗教限制已經放寬以及與大部分的穆斯林民族和解，但有更多在緬甸西部若開邦居住的羅興亞人因緬甸政府軍的迫害、屠殺、燒村、法外處決等各種原因而被迫離開緬甸，紛紛逃往鄰國孟加拉或其他東南亞國家，造成更多的難民潮。聯合國表示緬甸是現今迫害羅興亞人最嚴重的國家。